# Tobias Licht

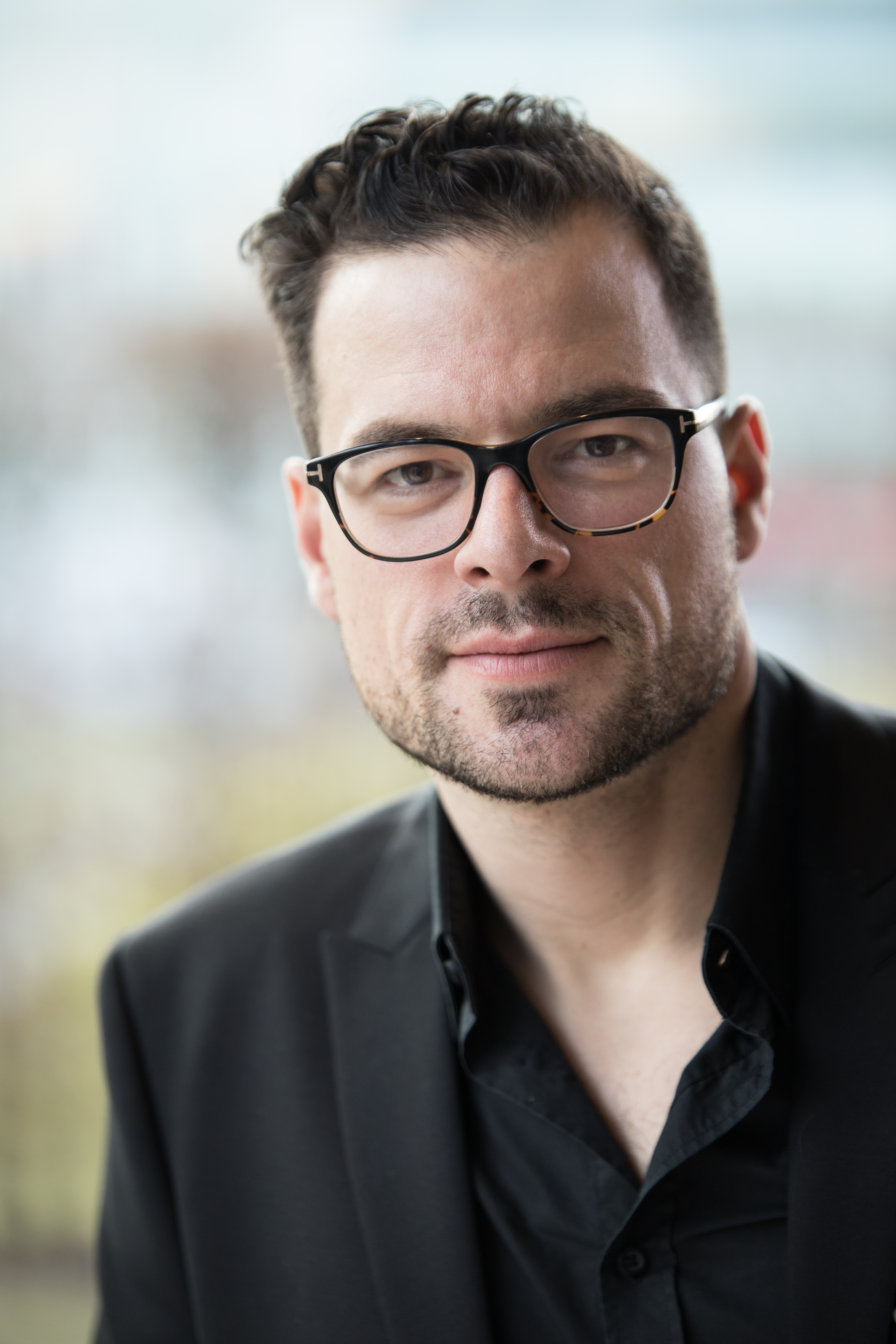
Tobias Licht, 2018

Tobias Licht (* 9. Dezember 1977 in Köln) ist ein deutscher Schauspieler und Musicaldarsteller.

## Leben
Tobias Licht arbeitete nach seinem Abitur von 1997 bis 1998 als Requisiteur der Fernsehserie Stadtklinik auf RTL. Dort spielte er 1999 auch in einer Episode mit. Im Spielfilm The Point Men (2002) war er an der Seite von Christopher Lambert als Victor Kalmanovich zu sehen. Er nahm seit Januar 2000 zusätzlich Schauspielunterricht bei Ursula Michelis, Manfred Schwabe und Tilmann Schillinger.

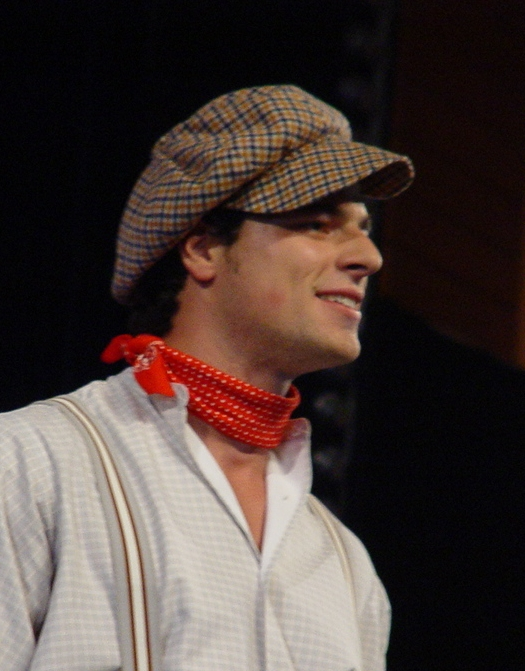
Tobias Licht als Johannes Althoff in Thorsten Wszoleks Musical Crazy Hotel, Mund Art Theater 2004, während einer Fernsehaufzeichnung des Hessischen Rundfunks

Am 3. April 2000 hatte Tobias Licht seinen ersten Auftritt in der Daily Soap „Unter uns“. Dort spielte er bis 2001 die Rolle von Gideon Kern. Außerdem war er in Köln als Mephistopheles in Goethes „Urfaust“ zu sehen. Von 2001 bis 2002 studierte er ein Jahr lang Journalismus an der Kölner Journalistenschule; danach schloss sich von 2002 bis 2005 ein Schauspielstudium an der Bayerischen Theaterakademie August Everding in München an. Von 2004 bis 2006 war er am Landestheater Linz in Österreich engagiert. Von 2006 bis 2007 war er Ensemblemitglied am Theater Ingolstadt.
2007 spielte er den schwulen Maskenbildner in Mike Krügers Show Krügers Woche auf ProSieben, in der ProSieben-Produktion Die Brücke einen US-Soldaten mit Deutschkenntnissen und in der Verfilmung der Landshut-Entführung Mogadischu an der Seite von Herbert Knaup.
Von Mai bis Juni 2008 spielte er auf der Bühne des Millowitsch-Theaters in Köln neben Dirk Bach die Rolle des Stanislas Subinski in der Komödie „Sein oder Nichtsein“, einem Stück nach dem gleichnamigen Film von Ernst Lubitsch. Vom 17. Juli 2008 (Folge 470) bis 8. März 2010 (Folge 882) war Licht als Hauptrolle Lars Berger in der RTL-Serie Alles was zählt zu sehen. Außerdem wirkte er auch in Alarm für Cobra 11 in der Episode Der letzte Tag mit.
Ab November 2008 bis Juli 2009 spielte er die Rolle des Berger in dem Musical „Hair“ am Pfalztheater Kaiserslautern.
Im Jahr 2010 war Licht neben Jörg Schüttauf und Nadeshda Brennicke in dem RTL-Vorabendfilm Die Draufgänger in einer Nebenrolle zu sehen. Zudem spielte er in der Folge Fünftes Evangelium der Serie Lasko – Die Faust Gottes eine Episodenrolle. Eine Hauptrolle hatte er in dem RTL-Pilotfilm Der Ballermann – Ein Bulle auf Mallorca.
Tobias Licht spielt seit Februar 2012 in dem Musical Chicago am Theater St. Gallen den Anwalt Billy Flynn.
In der ZDF-Serie Die Spezialisten – Im Namen der Opfer spielt er die Rolle des Gerichtsmediziners Rufus Haupenthal.
Seit 2012 ist er mit der Schauspielerin Nora Huetz liiert. Am 28. September 2016 haben sie geheiratet.

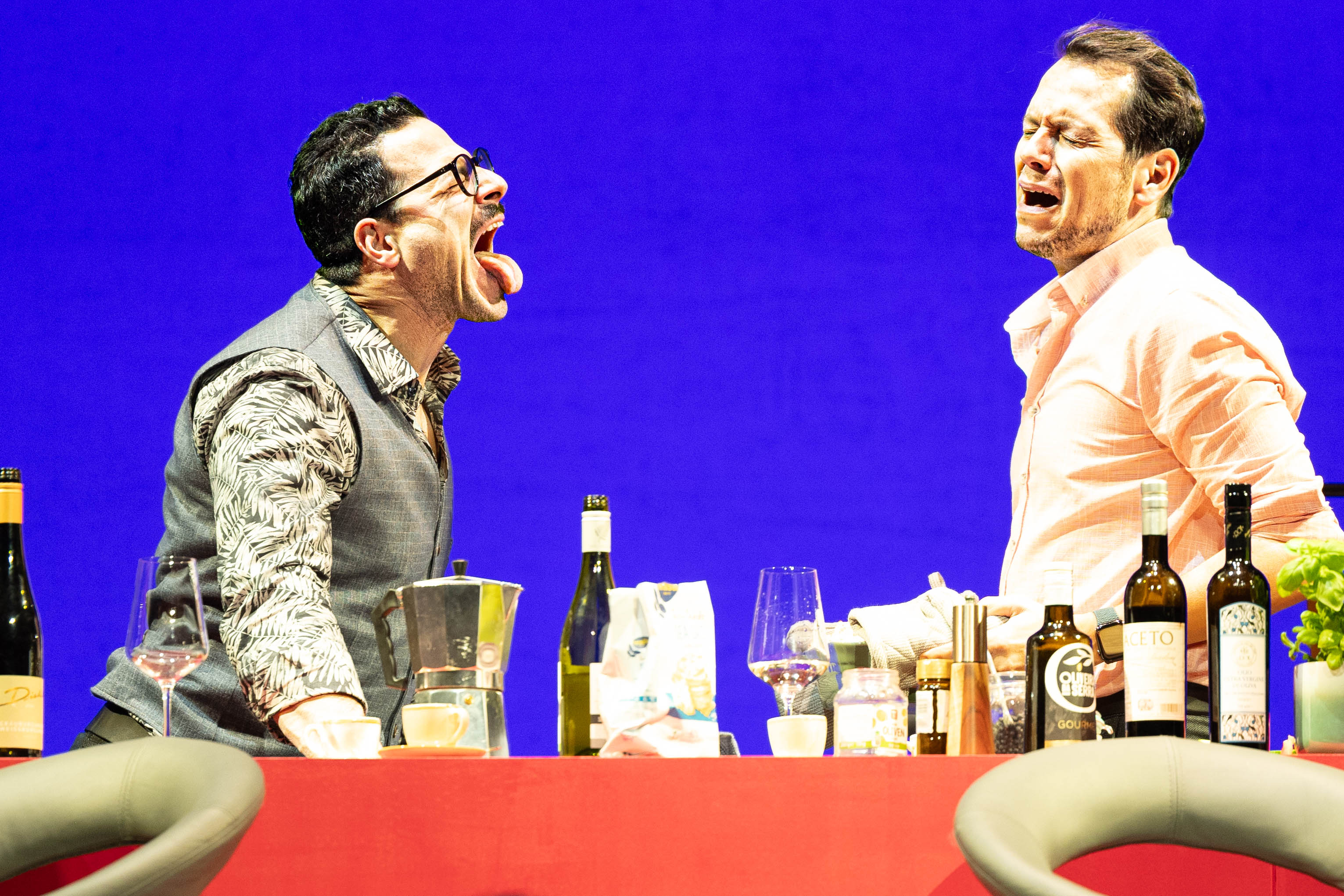
Tobias Licht (links) in „Das perfekte Geheimnis“, Komödie am Kurfürstendamm (2023)

## Filmografie (Auswahl)
- 2000–2001: Unter uns
- 2001: The Point Men
- 2008–2010: Alles was zählt
- 2008: Die Brücke
- 2008: Mogadischu
- 2008: Alter vor Schönheit
- 2008: Ein Date fürs Leben
- 2010: Rosamunde Pilcher: Lords lügen nicht (Fernsehreihe)
- 2010–2012: Die Draufgänger
- 2011: Die Superbullen
- 2011: Lügen haben linke Hände
- 2011: Wilsberg: Frischfleisch (Fernsehreihe)
- 2012: Nachtschwärmer
- 2012: Der Ballermann – Ein Bulle auf Mallorca
- 2013: Helden – Wenn dein Land dich braucht
- 2013: Im weißen Rössl – Wehe Du singst!
- 2014: Kreuzfahrt ins Glück Folge: 19 Hochzeitsreise nach Barcelona
- 2014: Rosamunde Pilcher: Anwälte küsst man nicht
- 2015: Utta Danella – Lügen haben schöne Beine (Fernsehreihe)
- 2016–2019: Die Spezialisten – Im Namen der Opfer
- 2016: Drei Väter sind besser als keiner (Fernsehfilm)
- 2018: Die Inselärztin: Neustart auf Mauritius
- 2018: Die Inselärztin: Notfall im Paradies
- 2019: Die Inselärztin: Das Geheimnis
- 2019: Die Inselärztin: Die Entscheidung
- 2019: Die schönste Zeit unseres Lebens
- 2019: Misfit
- 2020: Die Inselärztin: Die Mutprobe
- 2020: Die Inselärztin: Das Rätsel
- 2020: Fritzie – Der Himmel muss warten
- 2021–2022: Bettys Diagnose (ab Staffel 7, Folge 26)
- 2023: Herzstolpern (Fernsehfilm, Teil 1 – Aufbruch nach Italien, Teil 2 – Neustart ins Leben)
- 2024: Ein Sommer im Schwarzwald (Fernsehreihe)
- 2025: Tierärztin Dr. Mertens (Staffel 9)

Gastauftritte in Fernsehserien
- 1999: Stadtklinik
- 2009: Kommissar Stolberg (Episode: Die falsche Frau)
- 2010: Countdown – Die Jagd beginnt (Episode: Sniper)
- 2010: Wir müssen reden! (Episode: Das Ergebnis)
- 2010: Alarm für Cobra 11 – Die Autobahnpolizei (Episode: Der letzte Tag)
- 2010: Lasko – Die Faust Gottes (Episode: Das fünfte Evangelium)
- 2011: Der Bergdoktor (Episode: Nahkampf)
- 2011: In aller Freundschaft (Episode: Getrennte Wege)
- 2011, 2015: SOKO Stuttgart (verschiedene Rollen, 2 Folgen)
- 2012: Unser Charly (Episode: Charly und das traurige Lama)
- 2012: Danni Lowinski (Episode: Lesen und Schreiben)
- 2012: SOKO Köln (Episode: Tödliche Verkettung)
- 2013: Christine. Perfekt war gestern! (Episode: Magic Moments)
- 2013: Der letzte Bulle (Episode: Uschi, mach keinen Quatsch)
- 2013: Akte Ex (Episode: Verlorene Nacht)
- 2014: Die Bergretter (Episode: Gefangen im Eis)
- 2015: Bettys Diagnose (Episode: Fieber)
- 2015: Dr. Klein (Episode: Schicksale)
- 2016: Heldt (Episode: Affentheater)
- 2019: The Mallorca Files (Episode:  Mallorca hat den Superstar)
- 2023: Herzstolpern (Fernsehfilm, Teil 1 – Aufbruch nach Italien, Teil 2 – Neustart ins Leben)
- 2024: Ein starkes Team (Episode: Verzockt)